# Lady Oscar
Lady Oscar (ベルサイユのばら, Berusaiyu no Bara) é um filme de comédia dramática e romance franco-japonês que foi baseado no mangá Versailles no Bara de Riyoko Ikeda. O filme foi escrito e realizado por Jacques Demy, e a banda sonora foi composta por Michel Legrand. Lady Oscar foi filmado na França. O filme estreou no Japão em 3 de março de 1979, na França em 26 de abril de 1980 e em Portugal o filme foi exibido em 15 de dezembro de 1983 na Cinemateca Portuguesa.

## Argumento
Oscar Françoise de Jarjayes (Catriona MacColl) é uma jovem dama, cujo pai, um militar famoso, queria que nascesse um menino. Depois que ela nasceu, seu pai vestiu Oscar com roupas de menino e cuidou dela como um homem. Embora Oscar não reconheça seu lado feminino, ela se veste como um homem e ganha uma posição de honra como guarda de Maria Antonieta (Christina Bohm). Até que um dia, Oscar se apaixona por André (Barry Stokes), o filho da governanta da família. Anos depois, após a Revolução Francesa começar, os caminhos de Oscar e André se cruzam pela primeira vez em anos. Com a Tomada da Bastilha, Oscar e André lutarão em lados opostos na revolução.

## Elenco
- Catriona MacColl como Oscar François de Jarjayes (adulta)
- Patsy Kensit como Oscar François de Jarjayes (jovem)
- Barry Stokes como André Grandier
- Jonas Bergström como Hans Axel von Fersen
- Christine Böhm como Maria Antonieta
- Terence Budd como Luís XVI
- Mark Kingston como General Jarjayes
- Georges Wilson como General Bouillé
- Martin Potter como Conde de Gerodere
- Sue Lloyd como Duquesa de Polignac
- Anouska Hempel como Jeanne de Valois-Saint-Rémy
- Mike Marshall como Nicolas de la Motte
- Christopher Ellison como Maximilien de Robespierre
- Constance Chapman como Nanny
- Gregory Floy como Cardeal de Rohan
- Shelagh McLeod como Rosalie Lamorlière
- Michael Osborne como Bernard Chatelet
- Angela Thorne como Rose Bertin
- Paul Spurrier como Príncipe Louis-Joseph
- Rose Mary Dunham como Marquise de Boulainvilliers
- Lambert Wilson como Soldado arrogante
- Robin Whitecross como Costureira
- Sylvia Zerbib como Costureira
- André Cagnard como Cascades
- Agnès Evein como Pastora de Trianon
- Timothy Morand como Bêbado
- Dominique Varda como Élisabeth-Louise Vigée-Le Brun
- Daniel/Dane Porret como Léonard
- Caroline Loeb
- Claire Maubert
- Mario Pecqueur
- Olivier Pierre
- John Charles Sabain
- James Shuman
- John Tordoff
- Denis Trinder
- Monique Vermeer

## Produção
O patrocinador principal do filme foi Shiseido, uma empresa japonesa de cosméticos, onde Catriona McColl promoveu um batom vermelho para a linha de cosméticos da primavera daquele ano. Frederik L. Schodt traduziu o mangá para a língua inglesa como uma referência para os produtores do filme, mas deu uma única cópia da tradução para eles que foi perdida.

## Recepção
O filme não foi um sucesso comercial, e a interpretação de Catriona MacColl como Oscar foi muito criticada, alguns críticos diziam que ela não era andrógina o suficiente para actuar como Oscar.